# Sør-Gudbrandsdals prosteri

Prosterier i Hamars stift. Det röda området på kartan är Sør-Gudbrandsdals prosteri.

Sør-Gudbrandsdals prosteri (norska: Sør-Gudbrandsdal prosti) är ett kontrakt (prosteri, norska: prosti) i Hamars stift inom Norska kyrkan. Kontraktet omfattar kommunerna Gausdal, Lillehammer, Ringebu, Sør-Fron och Øyer i Innlandet fylke i östra Norge.
Namnet syftar på att kontraktet omfattar den södra delen av landskapet Gudbrandsdalen.

## Socknar
Sør-Gudbrandsdals prosteri består av 17 socknar (norska: sokn eller sogn) inom fem kyrkliga samfälligheter (norska: kirkelige fellesråd), motsvarande kommunerna:

### Gausdals kyrkliga samfällighet
- Aulstads socken
- Follebu socken
- Svatsums socken
- Vestre Gausdals socken
- Østre Gausdals socken

### Lillehammers kyrkliga samfällighet
- Fåbergs socken
- Lillehammers socken
- Nordre Åls socken
- Saksumdals socken
- Søre Åls socken
- Vingroms socken

### Ringebu kyrkliga samfällighet
- Fåvangs socken
- Ringebu socken
- Venabygds socken

### Sør-Frons kyrkliga samfällighet
- Sør-Frons socken

### Øyer og Trettens kyrkliga samfällighet
- Trettens socken
- Øyers socken